# Manuel Vicario Alonso
Manuel Vicario Alonso (Zaragoza, c. 1900 - Madrid, 1959) fue un militar español.

## Biografía
Oriundo de Zaragoza, fue militar profesional, perteneciente al arma de infantería. Durante la Dictadura de Primo de Rivera llegó a ser profesor en la Academia General Militar de Zaragoza. La llegada de la Segunda República, no obstante, significó la clausura de la academia. Perteneciente a la Unión Militar Española, durante la primavera de 1936 formó parte del núcleo conspirador contra la República en el seno de la guarnición de Pamplona —teniendo Vicario un papel rector en la conspiración—.
Tras el estallido de la Guerra civil se unió a las fuerzas sublevadas. Durante la contienda llegaría a mandar el 2.º tabor de regulares de Larache —adscrito a la 16.ª División— y más adelante la primera agrupación de la 1.ª División de Navarra, tomando parte en la batalla del Ebro.
Durante la Dictadura franquista alcanzaría el rango de general de brigada y ocuparía importantes puestos, siendo director de la Escuela Militar de Alta Montaña de Jaca y de la Academia Militar de Zaragoza. Falleció en Madrid el 3 de enero de 1959, a los cincuenta y nueve años, víctima de una enfermedad.